# Luis Enrique Martínez García
Luis Enrique Martínez García (Xixón, 8 de maig de 1970) és un exfutbolista i entrenador de futbol asturià, va ser l'entrenador del FC Barcelona des de 2014 fins a maig de 2017. Com a jugador, va destacar per la seva versatilitat, ja que va jugar a totes les posicions del camp excepte com a defensa central i com a porter. El març del 2004, Pelé el va incloure a la llista dels 125 millors futbolistes vius. Actualment és entrenador del París Saint-Germain.

## Biografia

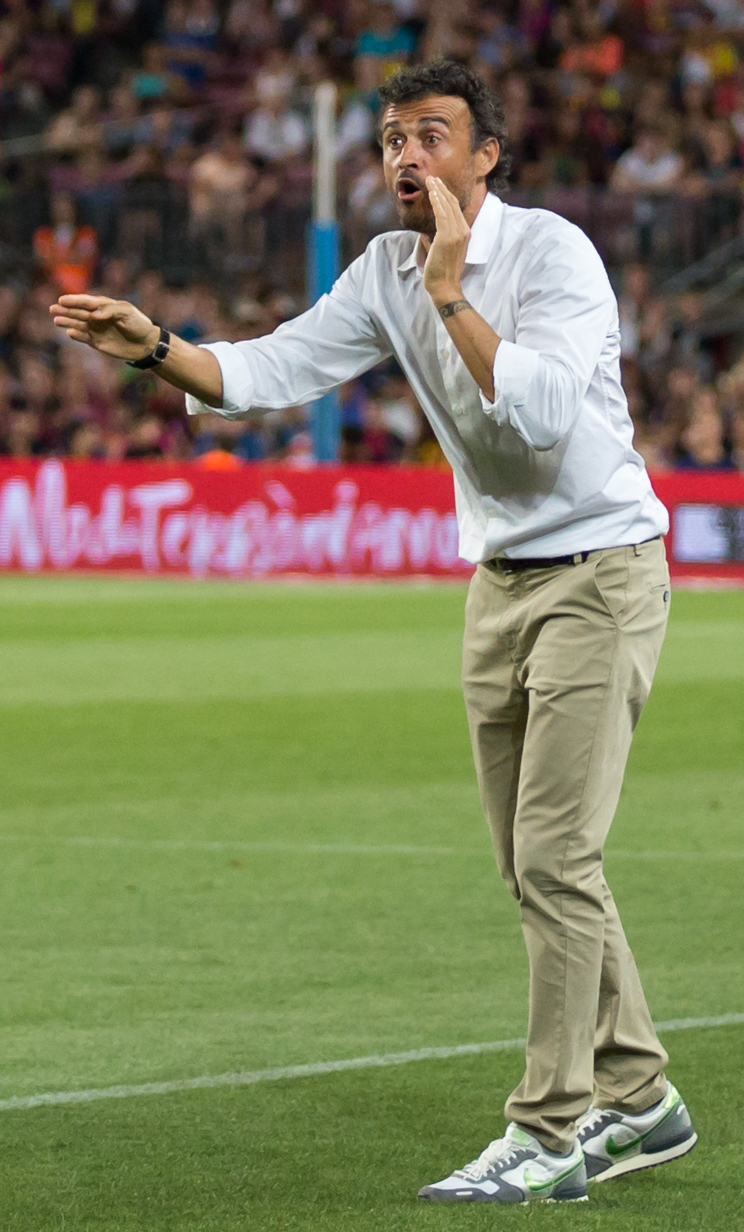
Luis Enrique el 2014.

Va ingressar a l'Escola de futbol de Mareo a 11 anys. Els tècnics de les categories inferiors el van cedir quatre anys després a l'equip juvenil del Club Deportivo La Braña, on va ser fins que va complir els 18 anys. El Real Sporting de Gijón va decidir recuperar-lo i incorporar-lo al seu equip filial, el Real Sporting de Gijón B, que jugava a Tercera Divisió. En aquest equip va coincidir amb jugadors que després assolirien gran fama, com Manjarín i Juanele. Va debutar amb el Sporting a Primera el 24 de setembre de 1989, en un partit davant el CD Màlaga (0-1), disputat a El Molinón.
La seva consagració a primera divisió va arribar l'any següent, quan va aconseguir fer 14 gols jugant com a davanter a les ordres de Ciriaco Cano i classificant l'Sporting per a la Copa de la UEFA gràcies a un gran gol a l'últim partit a Mestalla davant el València CF (0-1). Aquests fets van motivar que el fitxés el Reial Madrid per 250 milions de pessetes a l'acabar la temporada, convertint-se en un dels traspassos més rendibles en la història blanc-i-vermella. També va formar part de la selecció que va aconseguir l'or en els Jocs Olímpics de Barcelona 1992.
El seu primer any a l'equip blanc no va arribar a triomfar com s'esperava d'ell, en part a causa que va ocupar les posicions de lateral esquerre o interior dret, on no estava acostumat de jugar. Benito Floro, tècnic del Madrid la temporada 92/93, va decidir donar-li una nova oportunitat a l'equip, malgrat que la directiva havia pensat cedir-lo. Aquesta vegada li va tocar jugar com a lateral esquerre.
Al mundial dels Estats Units de 1994 va tenir lloc un dels esdeveniments més coneguts de la seva carrera. Després de jugar dos dels tres partits de la classificació, on un gol seu, en el partit de vuitens de final davant de Suïssa, va contribuir al triomf d'Espanya, els va tocar enfrontar-se a Itàlia. Mauro Tassotti li va donar una colzada a la cara i li va trencar el nas, i malgrat que ambdós jugadors estaven en l'àrea, l'àrbitre Sandor Puhl no va sancionar penal. El partit va finalitzar amb la derrota d'Espanya per 2-1 i amb la consegüent eliminació del campionat. La imatge de Luis Enrique sagnant, amb la samarreta tacada, és potser la més recordada d'aquest mundial pels aficionats espanyols.
A la temporada següent, amb Valdano a la banqueta del Reial Madrid, (temporada 94-95), Luis Enrique va viure una de les seves millors etapes a l'Estadi Santiago Bernabéu. Aquesta vegada com a interior dret aconseguint, per exemple, una esplèndida golejada davant del FC Barcelona per 5-0. Luis Enrique va marcar un dels 5 gols. En la recta final del campionat, el club blanc es proclamaria campió de lliga.
Desgraciadament per a l'asturià, la temporada 95-96 fou una de les pitjors de la història del Reial Madrid, perdent la final de la Supercopa d'Espanya davant del Deportivo, caient davant l'Espanyol en vuitens de final de la Copa del Rei i sent eliminat davant la Juventus FC en quarts de final de la Copa d'Europa. En la Lliga, el Madrid va acabar en sisè lloc, posició que els deixava fins i tot fora dels llocs que donaven accés a la Copa de la Uefa.
Lorenzo Sanz va decidir no renovar el seu contracte el 1996 i l'asturià va fitxar pel Futbol Club Barcelona. Al club blaugrana es va trobar amb un vell amic del Sporting, el 'Pitu' Abelardo, amb el qual ja havia iniciat la seva carrera en el Xeitosa de futbol sala i amb qui l'unia una forta amistat. El seu primer any al club català, sota les ordres de l'anglès Robson va assolir la xifra de 17 gols i va tenir una molt bona temporada. Fou titular a l'equip que va guanyar la Final de la Recopa d'Europa de futbol de 1997 contra el Paris Saint Germain.
L'any següent, sota les ordres de Van Gaal, va tornar a ser una peça fonamental de l'equip, actuant sobretot en el centre del camp. Aquell any va aconseguir el seu rècord golejador, marcant 18 gols. Amb aquests números, Clemente el va convocar per al Mundial de França '98, on va fer un dels sis gols que l'equip espanyol va marcar davant Bulgària i en el qual va tenir una actuació bastant bona.
El 16 de maig de 2004 va jugar el seu últim partit com a professional davant el Racing de Santander, acabant així una etapa de vuit temporades com a jugador barcelonista, la més fructífera de la seva carrera, en la qual va arribar a 300 partits amb el Barça. El club li va preparar un homenatge i el seu entrenador Rijkaard, el va incloure a l'equip titular. Va jugar fins al minut 59 en què va ser substituït per Overmars entre els aplaudiments dels aficionats.
Després de retirar-se es va traslladar a viure amb la seva família una temporada a Austràlia per poder practicar una de les seves majors aficions: el surf. També va participar en la marató de Nova York de 2005, Amsterdam 2006, Florència 2007 i la "Marathon des Sables" 2008.
També practica el triatló, encara que no de forma professional.

## Carrera com a entrenador

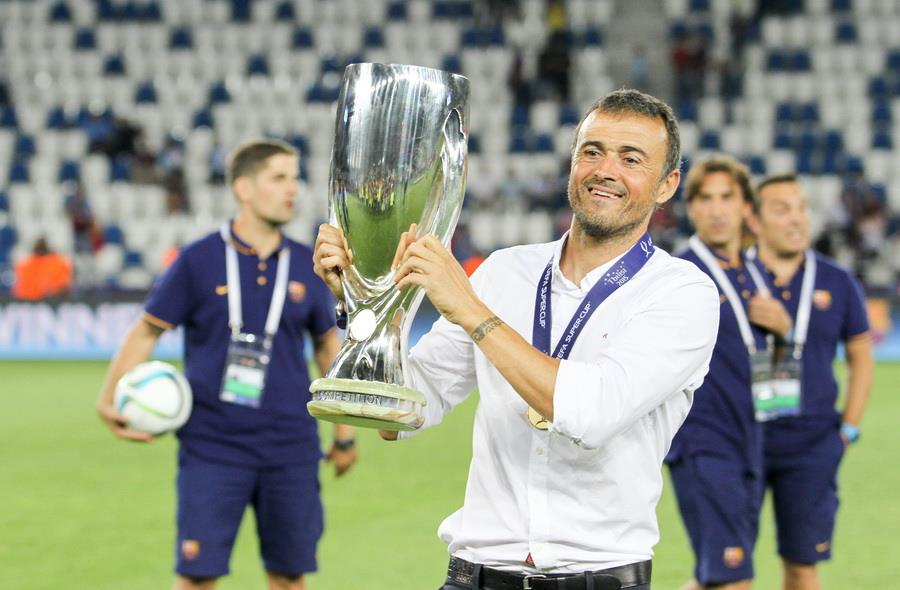
Luis Enrique celebrant la consecució de la Supercopa d'Europa 2015 amb el Barça.

Va ocupar el càrrec d'entrenador del Futbol Club Barcelona B, de Segona Divisió B, substituint així Pep Guardiola en el càrrec, des del 18 de juny de 2008, dia que Joan Laporta fa oficial la seva contractació.
El juny de 2013 va fitxar pel Celta de Vigo, i a final d'aquesta mateixa temporada, concretament el 19 de maig de 2014, el Futbol Club Barcelona feia oficial la contractació de Luis Enrique com a nou entrenador per dues temporades, en substitució de Gerardo "Tata" Martino.
Degut a la seva molt reeixida primera temporada, en la qual va guanyar la lliga 2014-15, la Copa 2014-15 i la Champions 2014-15, el Barça li va millorar i ampliar el contracte fins a 2017, fet que es va anunciar el 10 de juny de 2015, després d'un llarg període en què l'entrenador asturià no s'havia volgut pronunciar sobre la seva continuïtat.
Durant la seva segona temporada al club, dos mesos després de la consecució del segon triplet del club, va guanyar la Supercopa d'Europa 2015, el que suposava el seu quart trofeu com a entrenador blaugrana. Amb aquesta victòria, també esdevenia el quart home en guanyar el títol com a jugador i com a entrenador, després de Carlo Ancelotti, Pep Guardiola i Diego Pablo Simeone.
El maig de 2017 va deixar el càrrec d'entrenador del Barça per voluntat pròpia, després de tres temporades en què va aconseguir nou títols de 13 possibles i va sumar més del 76% de victòries. Luis Enrique va assolir amb el Barça guanyar tres títols de Copa del Rei, dos campionats de Lliga i un subcampionat disputat fins a l'última jornada i una Lliga de Campions, a banda d'una Supercopa d'Espanya, una Supercopa d'Europa i un Mundial de Clubs. El substituí en el càrrec Ernesto Valverde.
El 9 de juliol de 2018 es va anunciar la seua contractació com seleccionador de Selecció espanyola de futbol. Va debutar el 8 de setembre amb una victòria per 1-2 davant la Selecció de futbol anglesa en la primera jornada de la Lliga de les Nacions de la UEFA celebrada en l'estadi d'Wembley. Des del 26 de març de 2019, un problema familiar li va impedir dirigir els enfrontament corresponentes a la classificació per a l'Eurocopa 2020 i, finalment, el 19 de juny es va anunciar que abandonava el càrrec de seleccionador.
El 19 de novembre de 2019, la RFEF va confirmar la tornada a la selecció española. El 8 de desembre de 2022, després de l'eliminació d'Espanya en octaus de final del Mundial de Qatar, es va anunciar que no renovaria el seu contracte.
El 5 de juliol de 2023, va ser presentat com a nou entrenador del Paris Saint-Germain FC fins al juny de 2025. Entre les primeres decisions que va prendre l'entrenador, hi va haver les de no comptar amb Neymar i Verratti.

## Clubs

### Com a jugador
| Club                     | Any       |
| ------------------------ | --------- |
| C.D. La Braña            | 1984-1988 |
| Real Sporting de Gijón B | 1988-1989 |
| Real Sporting de Gijón   | 1989-1991 |
| Reial Madrid CF          | 1991-1996 |
| FC Barcelona             | 1996-2004 |

### Com a entrenador
| Club                              | Any       |
| --------------------------------- | --------- |
| FC Barcelona B                    | 2008-2011 |
| AS Roma                           | 2011-2012 |
| RC Celta de Vigo                  | 2013-2014 |
| FC Barcelona                      | 2014-2017 |
| Selecció Espanyola de Futbol      | 2018-2022 |
| Paris Saint-Germain Football Club | 2023-.... |

## Palmarès

### Com a jugador

#### Campionats estatals
| Títol                     | Club            | Any       |
| ------------------------- | --------------- | --------- |
| Copa del Rei              | Reial Madrid CF | 1992-1993 |
| Supercopa d'Espanya       | Reial Madrid CF | 1993      |
| Lliga espanyola de futbol | Reial Madrid CF | 1994-1995 |
| Supercopa d'Espanya       | FC Barcelona    | 1996      |
| Copa del Rei              | FC Barcelona    | 1996-1997 |
| Lliga espanyola de futbol | FC Barcelona    | 1997-1998 |
| Copa del Rei              | FC Barcelona    | 1997-1998 |
| Lliga espanyola de futbol | FC Barcelona    | 1998-1999 |

#### Copes internacionals
| Títol              | Equip        | Any  |
| ------------------ | ------------ | ---- |
| Recopa d'Europa    | FC Barcelona | 1997 |
| Supercopa d'Europa | FC Barcelona | 1998 |

#### Distincions individuals
| Distinció                            | Any       |
| ------------------------------------ | --------- |
| Premi Don Balón al jugador revelació | 1990-1991 |

### Com a entrenador

#### Campionats estatals
| Títol               | Club                   | Any     |
| ------------------- | ---------------------- | ------- |
| Lliga BBVA          | FC Barcelona           | 2014-15 |
| Copa del Rei        | FC Barcelona           | 2014-15 |
| Lliga BBVA          | FC Barcelona           | 2015-16 |
| Copa del Rei        | FC Barcelona           | 2015-16 |
| Supercopa d'Espanya | FC Barcelona           | 2016    |
| Copa del Rei        | FC Barcelona           | 2016-17 |
| Supercopa francesa  | Paris Saint-Germain FC | 2023    |
| Ligue 1             | Paris Saint-Germain FC | 2023-24 |
| Copa francesa       | Paris Saint-Germain FC | 2023-24 |
| Supercopa francesa  | Paris Saint-Germain FC | 2024    |

#### Campionats internacionals
| Títol                        | Club                   | Any     |
| ---------------------------- | ---------------------- | ------- |
| Lliga de Campions            | FC Barcelona           | 2014-15 |
| Supercopa d'Europa           | FC Barcelona           | 2015    |
| Campionat del Món de Clubs   | FC Barcelona           | 2015    |
| Lliga de Campions            | Paris Saint-Germain FC | 2025    |
| Supercopa d'Europa de futbol | Paris Saint-Germain FC | 2025    |

## Estadístiques de clubs
| Club              | Temporada | Lliga | Lliga | Copa  | Copa | Europa | Europa | Altres | Altres | Total | Total |
| Club              | Temporada | Par.  | Gols  | Part. | Gols | Part.  | Gols   | Part.  | Gols   | Part  | Gols  |
| ----------------- | --------- | ----- | ----- | ----- | ---- | ------ | ------ | ------ | ------ | ----- | ----- |
| Sporting de Gijón | 1989-90   | 1     | 0     | -     | -    | -      | -      | -      | -      | 1     | 0     |
| Sporting de Gijón | 1990-91   | 35    | 14    | 9     | 3    | -      | -      | -      | -      | 44    | 17    |
| Sporting de Gijón | Total     | 36    | 14    | 9     | 3    | 0      | 0      | 0      | 0      | 45    | 17    |
| Reial Madrid CF   | 1991–92   | 29    | 4     | 6     | 1    | 6      | 0      | -      | -      | 41    | 5     |
| Reial Madrid CF   | 1992–93   | 34    | 2     | 6     | 0    | 8      | 1      | -      | -      | 48    | 3     |
| Reial Madrid CF   | 1993–94   | 28    | 2     | 4     | 1    | 6      | 0      | 2      | 0      | 40    | 3     |
| Reial Madrid CF   | 1994–95   | 35    | 4     | 2     | 0    | 6      | 0      | -      | -      | 43    | 4     |
| Reial Madrid CF   | 1995–96   | 31    | 3     | 0     | 0    | 8      | 0      | 2      | 0      | 41    | 3     |
| Reial Madrid CF   | Total     | 157   | 15    | 18    | 2    | 34     | 1      | 4      | 0      | 213   | 18    |
| FC Barcelona      | 1996–97   | 35    | 17    | 7     | 1    | 7      | 0      | 2      | 0      | 51    | 18    |
| FC Barcelona      | 1997–98   | 34    | 18    | 6     | 3    | 6      | 4      | 1      | 0      | 47    | 25    |
| FC Barcelona      | 1998–99   | 26    | 11    | 3     | 0    | 3      | 1      | 2      | 0      | 34    | 12    |
| FC Barcelona      | 1999-00   | 19    | 3     | 5     | 3    | 7      | 6      | 2      | 0      | 33    | 12    |
| FC Barcelona      | 2000–01   | 28    | 9     | 4     | 1    | 9      | 6      | -      | -      | 41    | 16    |
| FC Barcelona      | 2001–02   | 23    | 5     | 0     | 0    | 15     | 6      | -      | -      | 38    | 11    |
| FC Barcelona      | 2002–03   | 18    | 8     | 0     | 0    | 8      | 2      | -      | -      | 26    | 10    |
| FC Barcelona      | 2003–04   | 24    | 3     | 1     | 0    | 5      | 2      | -      | -      | 30    | 5     |
| FC Barcelona      | Total     | 207   | 73    | 26    | 8    | 60     | 27     | 7      | 0      | 300   | 109   |
| Totals            | Totals    | 400   | 102   | 53    | 13   | 94     | 28     | 11     | 0      | 558   | 144   |

## Selecció espanyola
Ha estat internacional amb la selecció espanyola en 62 ocasions. Actualment, és el 10è jugador amb més participacions.

### Participacions en Copes del Món
| Mundial                     | Seu                  | Resultat        |
| --------------------------- | -------------------- | --------------- |
| Copa del Món de Futbol 1994 | Estats Units         | Quarts de final |
| Copa del Món de Futbol 1998 | França               | Primera fase    |
| Copa del Món de Futbol 2002 | Corea del Sud i Japó | Quarts de final |

### Participacions en Eurocopes
| Eurocopa      | Seu        | Resultat        |
| ------------- | ---------- | --------------- |
| Eurocopa 1996 | Anglaterra | Quarts de final |

### Participacions en Jocs Olímpics
| Jocs Olímpics      | Seu       | Resultat |
| ------------------ | --------- | -------- |
| Jocs Olímpics 1992 | Barcelona | Or       |